# Підстепне (Ребріхинський район)
Підстепне́ (рос. Подстепное) — село у складі Ребріхинського району Алтайського краю, Росія. Адміністративний центр та єдиний населений пункт Підстепнівської сільської ради.

## Населення
Населення — 974 особи (2010; 1293 у 2002).
Національний склад (станом на 2002 рік):
- росіяни — 87 %